# Ванфрид
Ванфрид (њем. Wanfried) град је у њемачкој савезној држави Хесен. Једно је од 16 општинских средишта округа Вера-Мајснер. Према процјени из 2010. у граду је живјело 4.274 становника. Посједује регионалну шифру (AGS) 6636013.

## Географски и демографски подаци
Ванфрид се налази у савезној држави Хесен у округу Вера-Мајснер. Град се налази на надморској висини од 190 метара. Површина општине износи 46,9 km². У самом граду је, према процјени из 2010. године, живјело 4.274 становника. Просјечна густина становништва износи 91 становника/km².

## Међународна сарадња
| Мјесто             | Држава    | Врста сарадње | Од    |
| ------------------ | --------- | ------------- | ----- |
|                    | Француска | партнерство   | 1966. |
|                    | Француска | партнерство   | 1964. |
| Шерфлинг ам Атерзе | Аустрија  | партнерство   | 1987. |
| Извор              |           |               |       |